# ريدلينغن
ريدلينغن (بالألمانية: Riedlingen) هي مدينة وبلدة ألمانية تقع في ألمانيا في بادن-فورتمبيرغ. يقدر عدد سكانها بـ 10,351 نسمة .

## المدن التوأمة
مدن Pöchlarn وبورغل هي مدن توأمة لـريدلينغن.

## أعلام
- ماريو غوميز
- يوهان جوزيف كريستيان
- كونراد جراف
- هانس بيتر ماير
- هيلموت شليغل
- ارنست يونغر